# Кадьяк (аэропорт)
Для аэропорта Кадьяк, находящегося в муниципальной собственности, см. статью Муниципальный аэропорт Кадьяк
Аэропорт Кадьяк (англ. Kodiak Airport), (ИАТА: ADQ, ИКАО: PADQ, FAA LID: ADQ) — аэропорт совместного базирования, расположенный в семи километрах к юго-западу от центрального района города Кадьяк, остров Кадьяк (Аляска, США). Аэропорт находится в собственности штата Аляска, входит в оперативное управление Департамента Транспорта штата Аляска (DOT&PF) и является аэропортом базирования военно-воздушных подразделений Береговой охраны США.

## История
Аэропорт Кадьяк расположен на территории бывшей военно-воздушной базы Кадьяк, которая была построена в 1941 году с началом Второй мировой войны. В 1950 году инфраструктура авиабазы была законсервирована, за исключением двух взлётно-посадочных полос и некоторых других объектов, которые были переданы в ведение Управления береговой охраны США.
В 1947 году на территории аэропорта началось создание и развёртывание воздушного отряда Береговой охраны, а сам аэропорт в 1964 году получил второе официальное название Авиабаза Кадьяк Береговой охраны США.
В настоящее время на территории аэропорта базируются четыре самолёта Lockheed HC-130, пять вертолётов HH-60 Jayhawk и пять вертолётов HH-65 Dolphin

.

## Операционная деятельность
Аэропорт Кадьяк расположен на высоте 24 метров над уровнем моря и эксплуатирует три взлётно-посадочные полосы:
- 7/25 размерами 2299 х 46 метров с асфальтовым покрытием;
- 11/29 размерами 1646 х 46 метров с асфальтовым покрытием;
- 18/36 размерами 1528 х 46 метров с асфальтовым покрытием.

За период с 3 сентября 2004 по 3 сентября 2005 года Аэропорт Кадьяк обработал 28 970 операций взлётов и посадок самолётов (в среднем 79 операций ежедневно), из них 52 % составила военная авиация, 27 % — аэротакси, 16 % — рейсы авиации общего назначения и 5 % — регулярные коммерческие перевозки. В указанный период в аэропорту базировалось 55 воздушных судов, из которых 45 % — одномоторные самолёты, 15 % — многомоторные, 15 % — вертолёты и 25 % — самолёты и вертолёты военной авиации.

## Авиакомпании и пункты назначения

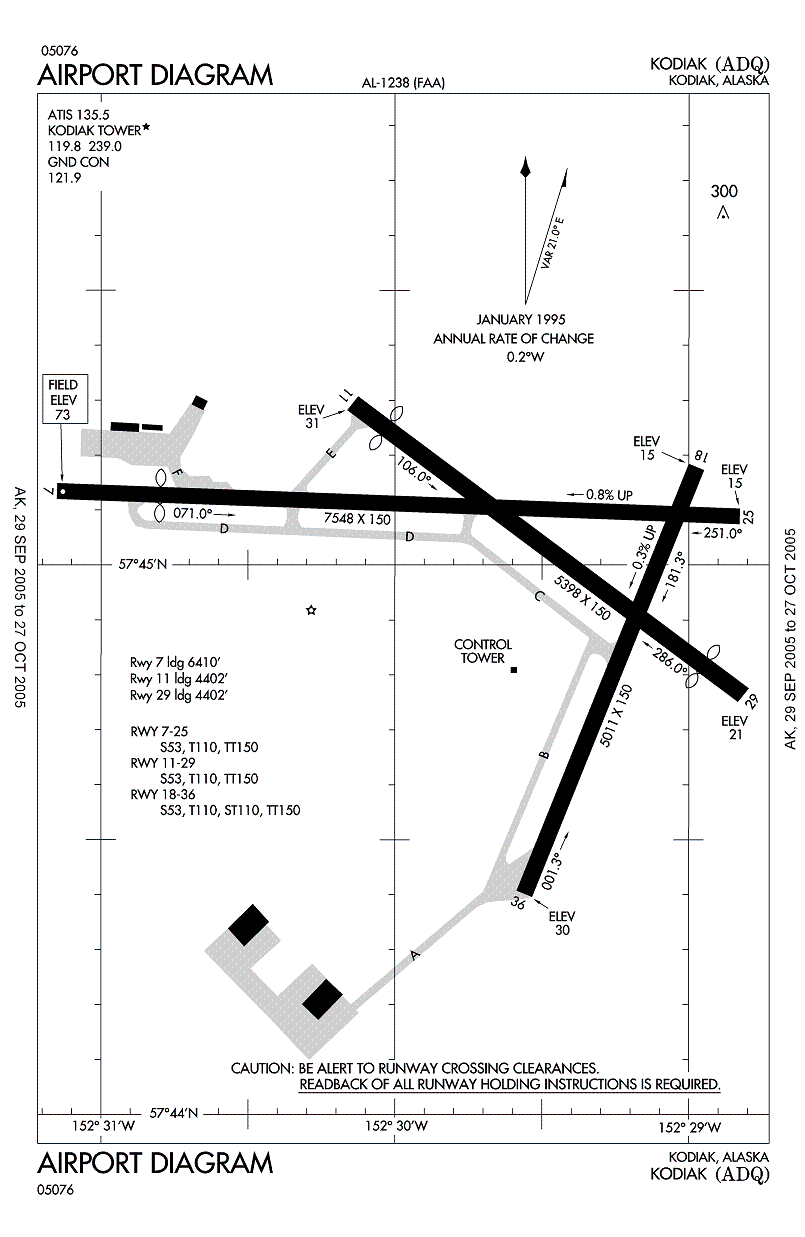
Схема FAA Аэропорта Кадьяк

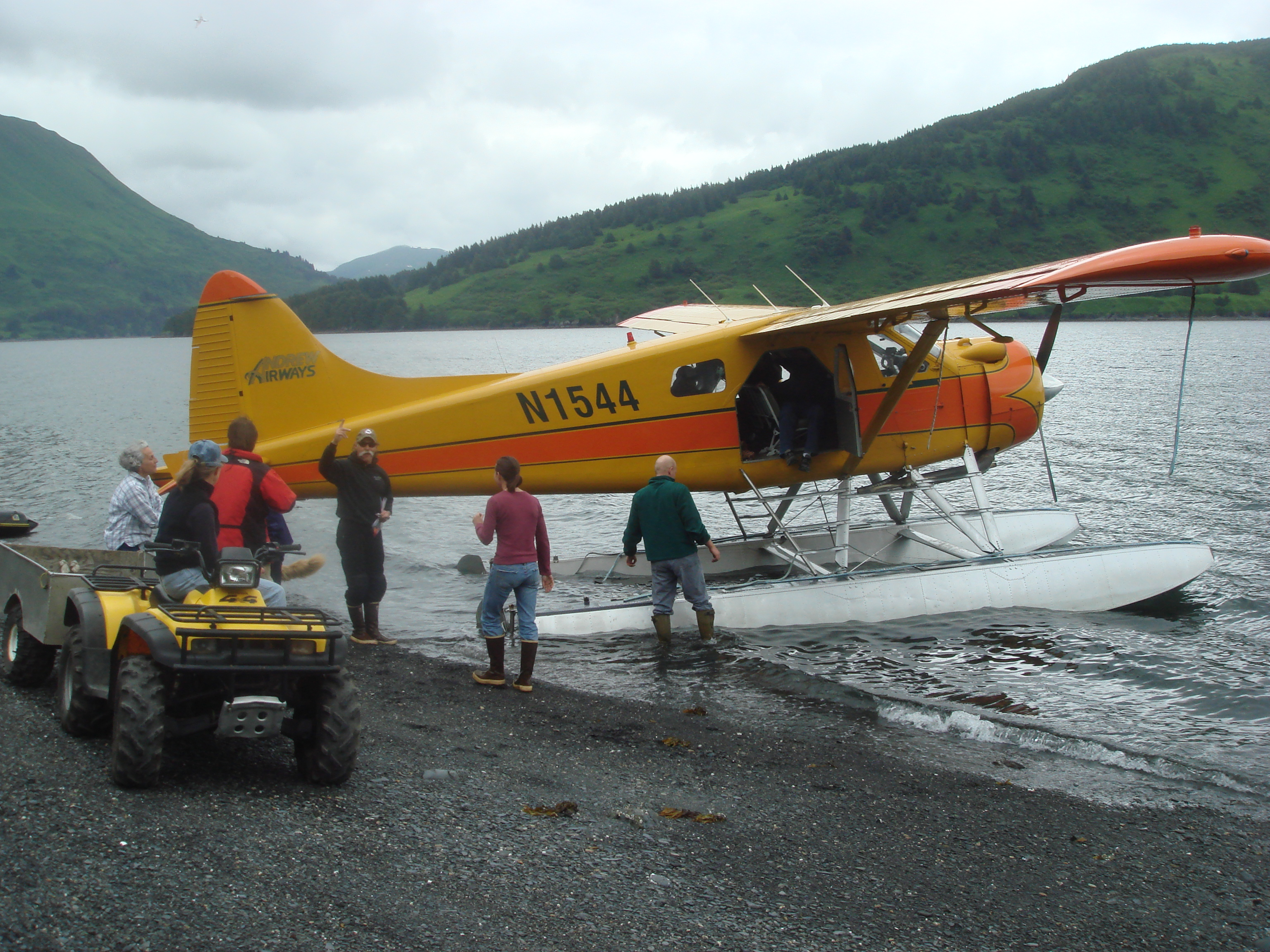
Гидросамолёт de Haviland Beaver авиакомпании Andrews Airways

### Чартеры и экскурсионные рейсы
Чартерные рейсы и полёты по экскурсионным маршрутов выполняются по территории архипелага Кадьяк и побережью Катами следующими авиакомпаниями;
- Andrews Airways
- Island Air Service
- Servant Air